# Amèlia Riera i Toyos
Amèlia Riera i Toyos (Barcelona, 28 de gener de 1928 – Barcelona, 28 de desembre de 2019) fou una pintora i gravadora catalana. Va ser fundadora del Ciclo de Arte de Hoy (1962) i de les Muestras del Arte Nuevo (1964).
Enfront de l'abstracció informal dominant al seu temps, crea un món personal, misteriós i inquietant, d'arrel surrealista i mirada de perspectiva de gènere, reivindicació en la qual ha estat una pionera de la seva generació. A trets generals es pot traçar un recorregut en la seva transformació estilística. Als inicis de la seva etapa acadèmica desenvolupa un estil més figuratiu que canvia amb la següent etapa expressionista, a partir de la qual experimenta fins a arribar a una major abstracció formal. A la dècada dels anys 60 treballa en la recuperació d'un lèxic figuratiu que acaba donant lloc a la creació de la seva pròpia iconografia simbòlica.
Les obres d'Amèlia Riera tenen un aspecte que copsa per una sensació de misteri i enigma. La creació d'aquesta sensació de buidor, de soledat o de la manca de comunicació de la humanitat es manifesta en la composició dels quadres.
El 2015 fou guardonada amb el Premi Nacional de Cultura i el 2016 fou elegida acadèmica d'honor de la Reial Acadèmia Catalana de Belles Arts de Sant Jordi.
El 2018 va donar una part del seu fons d'estampes i matrius calcogràfiques a la Biblioteca de Catalunya.
Va morir el 28 desembre de 2019 al seu domicili de Barcelona.

## Primera Etapa: Els inicis de l'informalisme
Amèlia Riera va començar a pintar ja des de petita. Durant la guerra civil la seva família es va instal·lar al Montseny on va pintar els seus primers paisatges. Quan tornen a Barcelona es fa més evident la seva visió crítica del món lligada a dubtes que es planteja amb escepticisme i ironia. Allí ingressa a l'escola del Sagrado Corazón.
El 1954 finalitza els seus estudis de batxillerat a l'escola de monges i entra a estudiar al taller de Francisco Sainz de la Maza, al passeig de Gràcia. A partir d'aquí entra en els ambients que a ella tant li interessen, relacionats amb el seu pensament i la seva passió per l'art i el dibuix. Participa en converses sobre art, literatura i especialment arquitectura (una de les disciplines amb més aplicacions pràctiques entre els estudiants que es formen pels exàmens de dibuix). A l'acadèmia aprèn a generar la sensació de volum als quadres de superfície bidimensional mitjançant el clarobscur, la còpia de làmines o de versions pintades d'escultures de guix. La seva formació acadèmica dura cinc anys, que li permeten entendre el dibuix clàssic. Quan acaba ja s'ha començat a desvincular de l'estil predominant basat en els models i la reproducció quasi memorística. Pinta personatges esquemàtics, el seu traç és negre i gruixut, predominen grocs intensos i vermells brillants.
La descoberta de l'informalisme obre una nova etapa d'exploració artística que la porta a crear un estil quasi monocrom sense deixar d'incorporar taques de color que s'amaguen i s'entreveuen en les capes prèvies i inferiors d'una pintura predominantment obscura i negre.
Cap al 1962 es comença a obrir pas a Catalunya una certa visió del món relacionada amb la llibertat d'elecció del model de vida que cada persona tria. En aquest context sorgeix una agrupació de sis membres del Cercle artístic de Sant Lluc que tenen l'objectiu comú de lluitar per un art més avançat i progressista pel seu temps. Amèlia Riera és una de les membres rellevants d'aquest grup, juntament amb Lluís Bosch i Cruañas, Joaquím Llucià, Carles Mensa, Owe Pellsjö i Francesc Valbuena. Cada un dels membres treballa individualment en la creació lliure de les seves obres i per altra banda intenten activar conjuntament la vida cultural de la ciutat. Així sorgeix un nou premi anual de dibuix obert a qualsevol tipus de creació artística i abocat sobretot cap a l'informalisme que acabarà anomenant-se "Premi de Dibuix Joan Miró". Els Premis es van convocar fins al 1987 organitzats i gestionats sobretot per Lluís Bosch i Cruañas.
El 1962 es crea el Salón Femenino de Arte Actual a Barcelona, impulsat per un grup de dones pintores que volen reivindicar el seu paper; Amèlia Riera hi participarà. El 1963 es presenta al XVI Saló de Març de València i el mateix any celebra la seva primera exposició individual a la Galeria Belarte, que inclou un text al catàleg de Juan Eduardo Cirlot que qualifica la seva obra com a "pintura límit". L'exposició es caracteritza per l'absència de color, es tracta de negre sobre negre on Riera vol crear una pintura de matèria com un apropament al no-res. L'exposició va tenir molt bones crítiques, entre elles la de l'escriptor català Joan Perucho qui li atorga un lloc destacat en la nova pintura. El mateix any, un mes més tard, presenta la seva obra a Madrid a l'exposició "Cinco artistas de la Escuela de Barcelona".

## Etapa de transformació
L'any 1964 se celebra MAN (Mostra d'Art Nou), una exposició fundada pels mateixos membres del Cercle d'Art d'Avui i el Premi Miró. El primer certamen organitzat pel MAN es realitza a la Sala Municipal d'Exposicions. L'objectiu és presentar artistes amb propostes plàstiques noves i innovadores. Qui s'encarrega de dirigir aquesta iniciativa en totes les seves edicions és Francesc Valbuena.
Amèlia Riera comença a fer un treball pictòric que incorporarà la gràfica, arran del seu interès per l'obra gràfica que la porta a practicar i aprendre la tècnica de l'aiguafort al taller de Joan Vilacases. La següent exposició la celebra el maig de 1964 a la Sala Gaspar conjuntament amb membres del Cercle d'Art d'Avui. Al juny exposa a la Galeria Pierre d'Estocolm a la mostra "Nou a Barcelona".

## La creació d'un llenguatge
Amèlia Riera s'allunya progressivament de l'informalisme per arribar a la creació d'un llenguatge propi; les seves obres negres de textures denses deixen de tenir el protagonisme que tenien i comença a crear objectes que es reconeixen. Objectes semblants a cadenes, tanques o panys en superfícies negres que remeten al sentiment d'esclavitud o la presó.
L'any 1965 a la Sala Bado del Ateneo de Madrid s'exposen obres de certa influència surrealista. Aquest cop a les obres d'Amèlia es veu de forma molt més clara una al·lusió a la mort. A partir d'aquí comença a produir la seva primera sèrie que dona lloc a moltes més, totes elles amb títols molt significatius. Alguns d'ells són: Ex-votos, Sade, Eroticonas, Tributos, Óperas, Electrotérmicas, Vampirismo o Trípticos de la mañana.
A la quarta edició del Salón Femenino de Arte Actual Amèlia Riera presenta una obra influïda pel constructivisme i De Stijl com es pot veure en l'ordenació geomètrica de la matèria densa, i els angles rectes que adopten protagonisme amb els vèrtexs cap a baix. Durant el 1965 Riera decideix no exposar individualment, malgrat mostrar obra en exposicions col·lectives, per poder explorar, buscar, reflexionar i crear un nou llenguatge després d'haver trencat definitivament amb l'informalisme. Cerca la representació del buit, del no-res mitjançant la figuració que permet crear espais enigmàtics d'arquitectura interior. Aquesta arquitectura suposa el punt d'inflexió important de la seva obra, apareixen aquí per primer cop i encara no consolidats els temes del sadomasoquisme, la necrofília i l'erotisme. Per sobre d'això les obres de Riera transmeten un aspecte estranyament seductor, d'una certa passivitat i sotmetiment. Elabora un univers sense éssers humans, ni personatges, ni protagonistes. Apareixen, en canvi, elements que fan pensar en les descripcions que Murnau fa a Nosferatu. Pinta com una obsessió criptes, nínxols, taüts, catifes i il·luminacions fantasmagòriques. Sembla que Riera té la preocupació de pintar la mort i plasmar idees negres per, d'alguna manera, desfer-se'n o donar-hi expressió.
A trets generals podríem definir l'obra d'Amèlia Riera com una transició de l'informalisme al post-informalisme i posteriorment a un cert neosurrealisme.
Durant aquesta etapa guanya nombrosos premis: Medalla i Diploma d'Honor en l'Anual Art Gràfic d'Ancona (1968); Menció Honorífica Ciutat de l'Hospitalet; Primer Premi Bidasoa; Primer Premi del IX Salón Femino (1970).